# Željko Erkić
Željko Erkić (en serbe cyrillique : Жељко Еркић), né le 25 juillet 1981 à Sarajevo est un acteur serbe.

## Filmographie partielle

### Au cinéma
- 2015 : Ubice mog oca
- 2017 : Meso
- 2015-2016 : Muhteşem Yüzyıl: Kösem
- 2014 : Uzdah na krovu
- 2014 : Top je bio vreo
- 2010 : Sesto culo
- 2009 : Djecak i djevojcica
- 2009 : Tamo i ovde
- 2008 : Turneja
- 2006 : Izbor

## Distinctions
- Meilleur acteur de la république serbe de Bosnie dans la saison 2011-2012.